# Horakiella clelandii
Horakiella là một chi nấm thuộc họ Sclerodermataceae. Là một chi đơn loài, nó chứa loài duy nhất Horakiella clelandii.